# Fabian Picardo
Fabian Picardo, né le 17 février 1972 à Gibraltar, est l'actuel ministre en chef de Gibraltar.
Avocat de profession (plus précisément barrister), il devient chef du Parti travailliste-socialiste de Gibraltar le 20 avril 2011, succédant à Joe Bossano, et est nommé ministre en chef le 8 décembre 2011. Il remplace Peter Caruana dans cette fonction le lendemain.

## Biographie

### Jeunesse et formation
Picardo est né le 18 février 1972 à Gibraltar et grandit dans la partie haute de la ville. Il déclare que la région dans laquelle il a grandi « [l]'a toujours fait penser à l'énorme potentiel que la baie de Gibraltar pourrait avoir aussi longtemps que nous serons en mesure de travailler avec nos voisins espagnols ». Son père est un employé de bureau du ministère de la Défense à Gibraltar et sa mère est l'assistante personnelle de Joshua Hassan, fondateur du cabinet d'avocats Hassans et ministre en chef de Gibraltar. Picardo déclare que « mes parents m'ont inculqué le principe simple de l'égalité, que personne n'est meilleur que quiconque et que nous ne devrions mépriser personne, car nous sommes tous créés égaux. ». La grand-mère de Picardo était espagnole. bien qu'il ait déclaré que la lignée Picardo était arrivée à Gibraltar pendant les guerres napoléoniennes et qu'il était « particulièrement fier de cette partie de lignée ».
Picardo envisage tout d’abord de devenir avocat, « résultat d’une discussion avec un enseignant, avec lequel j’ai particulièrement envie de discuter, qui m’a dit que si je voulais argumenter, je devais demander des procès et devenir avocat. ». Il a visité le cabinet d'avocat Hassans à l'âge de 14 ans pour discuter de l'idée avec les avocats. De 1990 à 1993, Picardo a étudié la jurisprudence à l'Oriel College, à Oxford. Ses études ont été soutenues par le système de subventions mis en place par le gouvernement du parti travailliste-socialiste de Gibraltar de Joe Bossano en 1988. Le Collège Oriel a rendu hommage à l'élection de Picardo en arborant le drapeau de Gibraltar, et Picardo a également pris la parole devant l'Oriel Law Society depuis son élection. Picardo a ensuite étudié à l’Inns of Court de Gray's Inn et passe l’examen du barreau au sein de Middle Temple en 1994.

### Engagement en politique
Picardo est un cofondateur du Parti national de Gibraltar en 1991, le prédécesseur du Parti libéral de Gibraltar. En 2003, il rejoint le Parti travailliste-socialiste de Gibraltar (GSLP) et est élu membre du Parlement (député) sous l’étiquette du  GSLP lors de l'élection générale de cette année-là. 

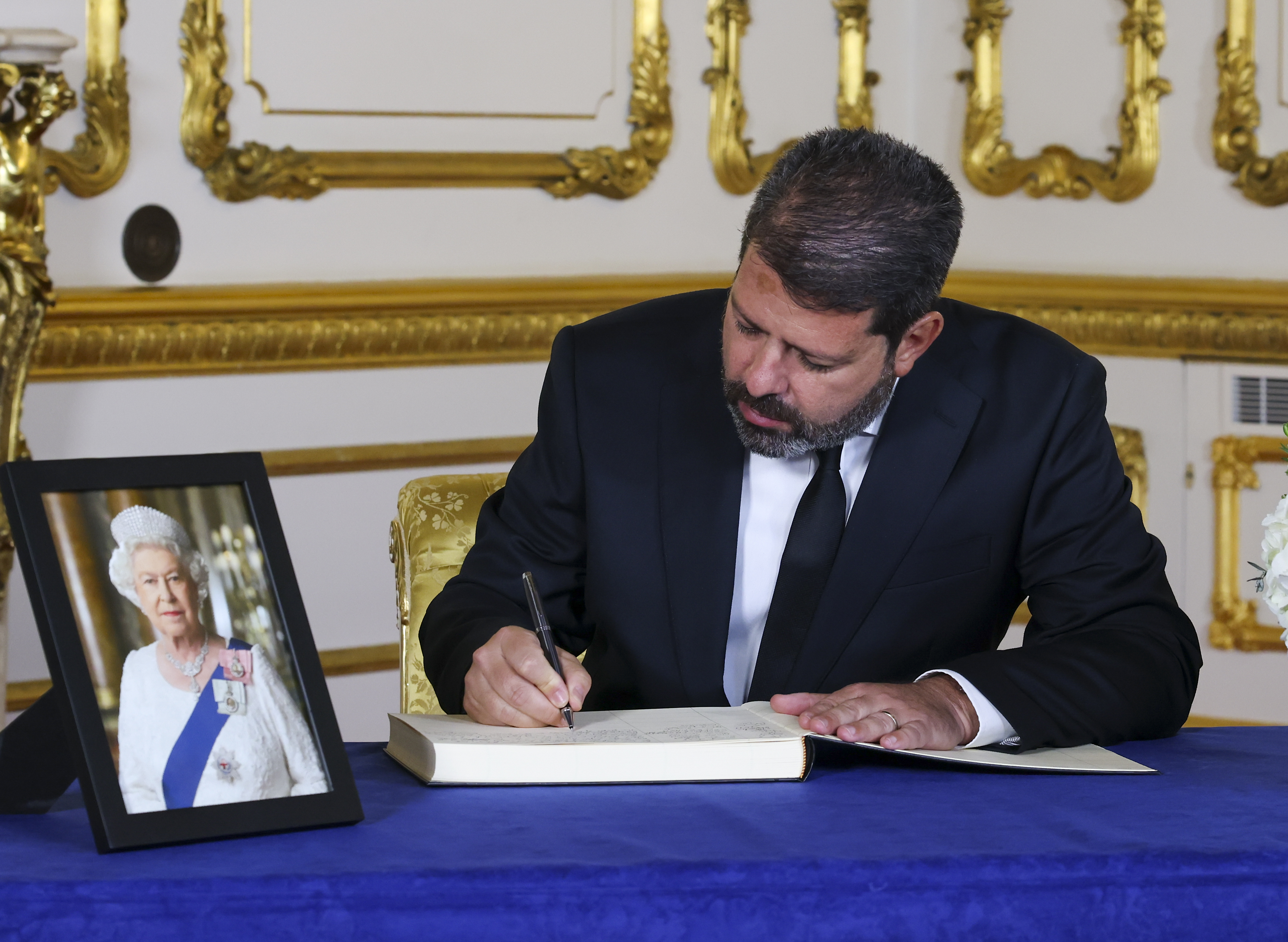
Fabian Picardo signant à Lancaster House en septembre 2022 le livre de condoléances après la mort de la reine Élisabeth II.

Picardo explique ce qui l'avait motivé à s'intéresser à la politique en tant qu'avocat à Gibraltar: « J'ai commencé à me rendre compte de la politique et à voir ce que Hassan avait fait. Je comprenais également ce que faisait Joe Bossano. Je me suis rendu compte que si j'avais eu la capacité de devenir avocat, je devais utiliser cette capacité également dans l’intérêt de Gibraltar. Gibraltar est un endroit où chacun de nous doit peser de tout son poids, nous devons tous faire ce que nous pouvons et je voulais faire ce que je pouvais en politique. ». Picardo est devenu le chef du parti travailliste-socialiste de Gibraltar en 2011, succédant à Joe Bossano. Il a remporté les élections de 2011, formant un gouvernement de coalition avec le Parti libéral. 
Picardo a déclaré que les « réalisations majeures » de son premier mandat étaient deux nouvelles écoles, une université, une nouvelle banque et une nouvelle marina de 700 places. Il a également nommé le premier ministre de l'Égalité à Gibraltar et adopté la loi sur les partenariats civils en 2014, mettant fin à la discrimination légale à l'égard des couples homosexuels. En octobre 2015, il a déclaré que si le Brexit avait lieu, Gibraltar « devrait soigneusement reconsidérer ses perspectives économiques et son positionnement ».
En octobre 2019, lors des élections générales, l'alliance social-libérale du Parti travailliste-socialiste (centre-gauche) et du Parti libéral conserve la majorité absolue des sièges. Son dirigeant Fabian Picardo demeure ainsi ministre en chef. Le scrutin voit notamment l'émergence d'un nouveau parti représenté à la chambre — Ensemble Gibraltar — qui obtient un siège, une première depuis 1992. Le 12 octobre 2023, l'alliance remporte de justesse une nouvelle victoire aux élections générales et Picardo est reconduit ministre en chef le lendemain.